# Romeriscus
Romeriscus é um gênero duvidoso de tetrápode do Carbonífero do Canadá.

## Descoberta e história
Romeriscus é conhecido apenas por uma espécie, R. periallus, representada somente pelo holótipo, YPM-PU 16 982. Ele foi descoberto na Formação Port Hood, que data do Pensilvaniano Inferior e se localiza na Nova Escócia, Canadá. O holótipo se consiste em restos cranianos e pós-cranianos da região pré-sacral, porém mal preservados.
Romeriscus foi descrito em 1967 por Baird & Carroll, que o classificaram como um limnoscelídeo. No entanto, Laurin & Reisz (1992) reinterpretaram R. periallus como um Tetrapoda incertae sedis.